# Gian Lorenzo Mellini
Gian Lorenzo Mellini (Verona, 25 giugno 1935 – Firenze, 2002) è stato uno storico dell'arte, docente e collezionista d'arte italiano.

## Biografia
Gian Lorenzo Mellini nasce a Verona il 25 giugno 1935, da Giuseppe Mellini e Nennele Bezzi. Dopo un’infanzia segnata dal periodo bellico, si diploma al Liceo Classico Maffei di Verona con il massimo dei voi. Prosegue negli studi, accedendo alla prestigiosa Scuola Normale di Pisa vincendo una borsa di studio, laureandosi nel corso di “lettere e filosofia”, sotto la guida di Carlo Ludovico Ragghianti.
Nel 1966 conosce la “collega” Stella Rudolph - che diverrà poi sua moglie - esperta e storica dell’arte, all’epoca concentrata nello studio della pittura risalente ai secoli XVII e XVIII. La relazione sentimentale tra i due sarà importante anche ai fini professionali. Infatti, condividendo l’amore per lo studio dell’arte, con la moglie coltiva l’interesse per l’arte neoclassica, che li condurrà alla decisione di creare, nonché curare a quattro mani nell'anno 1982, la rivista “Labyrinthos”, periodico che racchiude saggi di ermeneutica delle arti figurative, spaziando dal Medioevo al Novecento, definito da “La Repubblica” come “autentico vivaio di contributi specialistici” in materia da parte di importanti studiosi.
Come storico dell'arte, i primi interessi di Gian Lorenzo Mellini si riferiscono al Medioevo e, per l’influenza della sua città natale, all'ambito veronese, di cui scrive per le riviste «Critica d’arte» e «Comunità», ma in seguito l’indagine sul campo si amplierà sino a ricomprendere l’attualità, con lo studio di artisti contemporanei come Libero Andreotti, Antony de Witt, Francesco Arduini, Benvenuto Benedetti, Alberto Casarotti, Pino Castagna, Gino Corsi e numerosi altri. Nel corso degli anni pubblica diversi saggi e studi, arrivando a scoprire e catalogare opere mai conosciute prima. La produzione letteraria vede, nel 1965, la pubblicazione di una monografia su Altichiero e Jacopo Avanzi; nel '68 uno studio su “Le Stanze di Raffaello”, ossia quattro sale in sequenza che oggi fanno parte dei Musei Vaticani. Nel 1969 rilascia un saggio sul “Pulpito di Giovanni Pisano a Pistoia”, della chiesa di Sant'Andrea, seguito poi nel 1971 da un’importante monografia sull’artista. Ma il suo interesse non si esaurisce nel solo campo della pittura. Infatti, sempre nel 1971, si affaccia allo studio degli scultori veronesi del 1300, pubblicando una monografia, e da tale anno, per una dozzina di anni a venire, ricopre la carica di professore di Storia dell'arte medievale all'Università di Torino. Grazie ai suoi lavori, verrà definito “un esploratore” dal collega Ettore Napione, che gli dedica la prefazione alla riedizione del suo “Scultori veronesi del Trecento”.
Nel 1976 approfondisce gli studi sulla scultura federiciana, ponendola tra i fondamenti dell’arte in Italia e svolgendo anche studi in loco nella regione Puglia su quello che viene definito come il “progetto culturale svevo” dell’imperatore Federico, influenzato dal lungo soggiorno in Germania. Risalgono al 1984 i primi studi sul celebre scultore e pittore Canova, dati alle stampe sulla rivista e ai quali faranno seguito i saggi raccolti nel volume edito, nel 1999, da Skira Editore, intitolato “Canova: Saggi di filologia e di ermeneutica”. In particolare, fornisce una modifica sostanziale al catalogo delle opere pittoriche dell’artista di Possagno, nonché una nuova interpretazione neoplatonica della sua statuaria.
Contribuisce altresì alla scoperta di alcuni importanti artisti, tra cui Giuseppe Bezzuoli, Francesco Podesti, sul quale allestirà una mostra, nel 1996, presso il Lazzaretto di Ancona, e Gaspare Landi, con una citazione nel 2005 anche da parte del Presidente della Camera dei Deputati in occasione della mostra su tale ultimo artista, svoltasi proprio presso la Camera dei Deputati. Importanti risultano anche i suoi studi su Raffaello. Nel 1991 pubblica "Petra mala", testo tra il romanzo autobiografico e il pamphlet; nel 1994 e nel 1997 si diletta nella stampa di due libri di poesia, “Giardinello in San Niccolò” a Firenze e “Sanzencheride” a Verona.

## Opere
- FINOTTI, di Gian Lorenzo Mellini, edizioni Silvana, collana Monografie di grandi artisti, 1991
- I MAESTRI DEI BRONZI DI SAN ZENO, di Gian Lorenzo Mellini, editrice Banca Popolare di Verona, 1992
- SCULTORI VERONESI DEL TRECENTO, di Gian Lorenzo Mellini, editore Matteo Rodella, prima pubblicazione da Electa nel 1971
- UFFIZI - FIRENZE, di Gian Lorenzo Mellini , Anna Pallucchini Gigetta Dalli Regoli, Giorgio Faggin, Raffaele Monti, Editore: Arnoldo Mondadori Editore, CEAM (1 gennaio 1968)
- BRITISH MUSEUM LONDRA, di Gian Lorenzo Mellini , Licia Ragghianti Collobi Prefazione di Frederick Sebastian Leigh Browne Antonino Caleca, Decio Gioseffi, Editore Arnoldo Mondadori Editore, Collana Musei del mondo, 1967
- GIOVANNI PISANO, di Gian Lorenzo Mellini, Electra Editrice,
- ALTE PINAKOTHEK MONACO DI BAVIERA, di Gian Lorenzo Mellini , Roberto Salvini, Presentazione di Wolf Dieter Dube, Raffaele Monti, Anna Pallucchini, Licia Ragghianti Collobi, Editore: Mondadori - CEAM,1968.
- ANTICHIERO E JACOPO AVANZI. COLL. STUDI E DOCUMENTI DI STORIA DELL'ARTE, di MELLINI Gian Lorenzo, Edizioni di Comunità (Roma), 1965
- ALBERTO CASAROTTI. DISEGNI E ACQUERELLI 1938-1944, di Mellini Gian Lorenzo Santoianni Vittorio, Rudi Arrigo, Editore  :  Edizioni dell'Aurora 2002
- RAFFAELLO LE STANZE VATICANE, di Gian Lorenzo Mellini, Editore: Sansoni, 1965
- LABYRINTHOS (35 numeri), di AA.VV. Periodico semestrale di 35 numeri, diretto da Gian Lorenzo Mellini e S. Ruffino
- NOTTI ROMANE E ALTRE CONGIUNTURE PITTORICHE TRA SETTE E OTTOCENTO, di Gian Lorenzo Mellini, Editore:  Vallecchi Ed.,1992
- PINACOTECA DI BRERA MILANO, di Gian Lorenzo Mellini, Ranieri Varese, Presentazione di Franco Russoli Roberto P Ciardi, Gigetta Dalli Regoli, Licia Ragghianti Collobi, Editore:  Mondadori, 1971
- ANTONY DE WITT - DISEGNI E INCISIONI, di Gian Lorenzo Mellini, Editore:  La nuova Italia, 1975
- BIBBIA ISTORIATA PADOVANA DELLA FINE DEL TRECENTO, di G. Folena e G. L. Mellini, Editore :  Neri Pozza, 1993
- CANOVA - SAGGI DI FILOSOFIA E DI ERMENEUTICA, di Gian Lorenzo Mellini, Editore: Skira, Collana: Arte antica Cataloghi, 1999
- SIMULAZIONI, di Gian Lorenzo Mellini, Editore: Edizioni Polistampa, 2000
- CASAROTTI, di Mellini G. Lorenzo, Editore Le Lettere, 1995
- AGOSTINO GIOVANNINI. SCULTORE E PITTORE. COLLODI 1881, FIRENZE 1958. CATALOGO DELLA MOSTRA, Di Mellini G. Lorenzo, Editore Morgana, collana Documenti del '900.Acc. arti dis. Firenze, 1993
- GIARDINELLO IN SAN NICCOLÒ, di Mellini G. Lorenzo, Editore: Morgana Edizioni, Collana: Piccola enciclopedia della chimera, 1993
- PETRA MALA, di Mellini G. Lorenzo, Editore Bolis, 1991
- SAN ZEN CHE RIDE – poesie, di Mellini G. Lorenzo, Casa Editrice: Banca Popolare di Verona, 1992